# Neuseeländische Cricket-Nationalmannschaft in Indien in der Saison 1988/89
Die Tour der neuseeländischen Cricket-Nationalmannschaft nach Indien in der Saison 1988/89 fand vom 12. November bis zum 19. Dezember 1988 statt. Die internationale Cricket-Tour war Bestandteil der Internationalen Cricket-Saison 1988/89 und umfasste drei Tests und vier ODIs. Indien gewann die Test-Serie 2–1 und die ODI-Serie 4–0.

## Vorgeschichte
Indien spielte zuvor im Asia Cup 1988, für Neuseeland war es die erste Tour der Saison.
Das letzte Aufeinandertreffen der beiden Mannschaften bei einer Tour fand in der Saison 1980/81 in Neuseeland statt.

## Stadien
Die folgenden Stadien wurden für die Tour als Austragungsort vorgesehen.
| Stadion                      | Stadt         | Kapazität | Spiele  |
| ---------------------------- | ------------- | --------- | ------- |
| M. Chinnaswamy Stadium       | Bangalore     | 42.000    | 1. Test |
| Wankhede Stadium             | Bombay        | 33.000    | 2. Test |
| Barabati Stadium             | Cuttack       | 45.000    | 2. ODI  |
| Lal Bahadur Shastri Stadium  | Hyderabad     | 25.000    | 3. Test |
| Nehru Stadium                | Indore        | 25.000    | 3. ODI  |
| Maulana Azad Stadium         | Jammu         | 30.000    | 5. ODI  |
| Moti Bagh Stadium            | Vadodara      | 18.000    | 4. ODI  |
| Indira Priyadarshini Stadium | Visakhapatnam | 25.000    | 1. ODI  |

## Kaderlisten
Die folgenden Kader wurden von den Mannschaften benannt.
| Test | Test | ODI | ODI |
| Indien | Neuseeland | Indien | Neuseeland |
| --- | --- | --- | --- |
| - Arun Lal - Arshad Ayub - Mohammad Azharuddin - Narendra Hirwani - Kapil Dev - Kiran More - Parthiv Patel - Woorkeri Raman - Sanjeev Sharma - Ravi Shastri - Navjot Sidhu - Kris Srikkanth - Dilip Vengsarkar | - Tony Blain - John Bracewell - Ewen Chatfield - Trevor Franklin - Evan Gray - Mark Greatbatch - Richard Hadlee - Richard Jones - Chris Kuggeleijn - Danny Morrison - Ken Rutherford - Ian Smith - Martin Snedden - John Wright | - Arshad Ayub - Mohammad Azharuddin - V.B. Chandrasekhar - Kapil Dev - Sanjay Manjrekar - Chandrakant Pandit - Parthiv Patel - Woorkeri Raman - Ajay Sharma - Chetan Sharma - Sanjeev Sharma - Navjot Sidhu - Maninder Singh - Kris Srikkanth - Dilip Vengsarkar - Margashayam Venkataramana | - Tony Blain - John Bracewell - Ewen Chatfield - Trevor Franklin - Evan Gray - Mark Greatbatch - Richard Jones - Chris Kuggeleijn - Danny Morrison - Ken Rutherford - Ian Smith - Martin Snedden - Willie Watson - John Wright |

## Tests

### Erster Test in Bangalore
| 12. – 17. November Scorecard | Bangalore | Indien 384-9d (142) & 141-1d (28) | – | Neuseeland 189 (122.3) & 164 (78.4) |
|                              |           | Indien gewinnt mit 172 Runs       |   |                                     |

### Zweiter Test in Bombay
| 24. – 29. November Scorecard | Bombay | Neuseeland 236 (93.3) & 279 (115) | – | Indien 234 (75.5) & 145 (49.4) |
|                              |        | Neuseeland gewinnt mit 136 Runs   |   |                                |

### Dritter Test in Hyderabad
| 2. – 6. Dezember Scorecard | Hyderabad | Neuseeland 254 (95) & 124 (65.3) | – | Indien 358 (106.3) & 22-0 (2.1) |
|                            |           | Indien gewinnt mit 10 Wickets    |   |                                 |

## One-Day Internationals

### Erstes ODI in Visakhapatnam
| 10. Dezember Scorecard | Visakhapatnam | Neuseeland 196-9 (50)        | – | Indien 197-6 (46.2) |
|                        |               | Indien gewinnt mit 4 Wickets |   |                     |

### Zweites ODI in Cuttack
| 12. Dezember Scorecard | Cuttack | Neuseeland 160-7 (45/45)     | – | Indien 161-5 (41.3/45) |
|                        |         | Indien gewinnt mit 5 Wickets |   |                        |

### Drittes ODI in Indore
| 15. Dezember Scorecard | Indore | Indien 222-6 (45/45)       | – | Neuseeland 169-9 (45/45) |
|                        |        | Indien gewinnt mit 53 Runs |   |                          |

### Viertes ODI in Vadodara
| 17. Dezember Scorecard | Vadodara | Neuseeland 278-3 (50)        | – | Indien 282-8 (47.1) |
|                        |          | Indien gewinnt mit 2 Wickets |   |                     |

### Fünftes ODI in Jammu
| 19. Dezember Scorecard | Jammu | Indien   | – | Neuseeland |
|                        |       | Abgesagt |   |            |